# Chlorita curvidentata
Chlorita curvidentata är en insektsart som beskrevs av Sharma 1984. Chlorita curvidentata ingår i släktet Chlorita och familjen dvärgstritar. Inga underarter finns listade i Catalogue of Life.